# Турдаш (комуна)
Турдаш (рум. Turdaș) — комуна у повіті Хунедоара в Румунії. До складу комуни входять такі села (дані про населення за 2002 рік):
- Пріказ (1153 особи)
- Рипаш (61 особа)
- Спінь (240 осіб)
- Турдаш (501 особа) — адміністративний центр комуни

Комуна розташована на відстані 281 км на північний захід від Бухареста, 16 км на схід від Деви, 109 км на південь від Клуж-Напоки, 147 км на схід від Тімішоари.

## Населення
За даними перепису населення 2002 року у комуні проживали 1955 осіб.
Національний склад населення комуни:
| Національність | Кількість осіб | Відсоток |
| -------------- | -------------- | -------- |
| румуни         | 1534           | 78,5%    |
| цигани         | 384            | 19,6%    |
| угорці         | 34             | 1,7%     |
| німці          | 3              | 0,2%     |

Рідною мовою назвали:
| Мова      | Кількість осіб | Відсоток |
| --------- | -------------- | -------- |
| румунська | 1863           | 95,3%    |
| циганська | 79             | 4,0%     |
| угорська  | 13             | 0,7%     |

Склад населення комуни за віросповіданням:
| Релігія                                       | Кількість осіб | Відсоток |
| --------------------------------------------- | -------------- | -------- |
| православні                                   | 1774           | 90,7%    |
| греко-католики                                | 120            | 6,1%     |
| реформати                                     | 26             | 1,3%     |
| п'ятдесятники                                 | 15             | 0,8%     |
| римо-католики                                 | 5              | 0,3%     |
| адвентисти                                    | 4              | 0,2%     |
| бретрени                                      | 3              | 0,2%     |
| баптисти                                      | 2              | 0,1%     |
| лютерани (Синодально-пресвітеріанська церква) | 2              | 0,1%     |